# بيير-جان لوني
بيير جان لوني (بالفرنسية: Pierre-Jean Launay)‏ ولد بكاروج في 27 ديسمبر 1900 وتوفى في 23 أبريل 1982. وهو كاتب فرنسي، حاصل على جائزة رينودو الأدبية عام 1938.